# Charlie Traynor
Charlie Patrick Traynor (* 21. März 2005) ist ein australischer Fußballspieler.

## Karriere
Charlie Traynor erlernte das Fußballspielen in der Mannschaft der Turf City Football Academy sowie in der Jugendmannschaft von Tanjong Pagar United in Singapur. Die erste Mannschaft des Vereins spielt in der ersten Liga, der Singapore Premier League. Sein Erstligadebüt gab er als Jugendspieler am 11. Juni 2023 (16. Spieltag) im Auswärtsspiel bei Balestier Khalsa. Bei der 4:3-Niederlage wurde er nach der Halbzeitpause gegen Syukri Bashir ausgewechselt.